# Francesco da Urbino

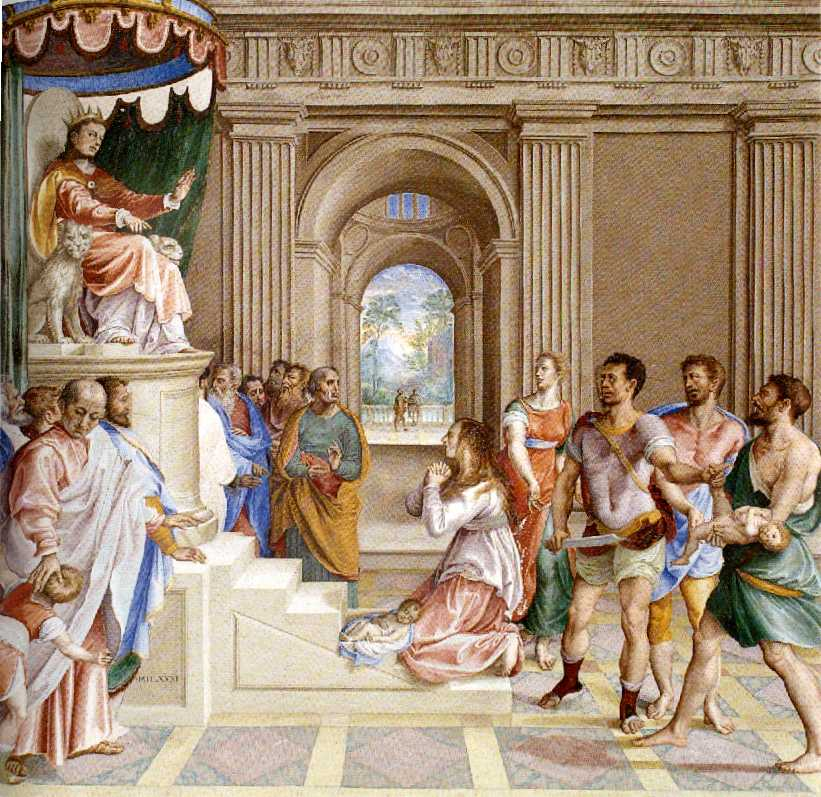
El juicio de Salomón (1581), bóveda de la celda baja del prior, Monasterio de El Escorial.

Francesco da Urbino fue un pintor italiano, nacido probablemente en Urbino, hacia 1545, aunque únicamente se le documenta tras su llegada a España en 1569 para trabajar en la Torre Nueva del Alcázar de Madrid. Falleció en Madrid el 30 de diciembre de 1582.

## Vida y obra
Urbino fue llamado a España en 1569 por Giovanni Battista Castello, «el Bergamasco», para que colaborase con él en la decoración de grutescos del viejo Alcázar, pero el mismo año de su llegada, al fallecer el Bergamasco, hubo de hacerse cargo de los compromisos que su maestro dejaba sin completar en la corte madrileña, donde se le asignó un salario de veinte ducados. Al frente de un taller, del que también formaban parte su hermano Giovanni María y el dorador Francesco de Viana, se encargó de los grutescos de la cámara del Alcázar y, después de 1570, con Rómulo Cincinato y Patricio Cajés, trabajó en la Sala del Tesoro. De 1570 a 1575 se estableció en Segovia, tomando a su cargo algunos trabajos en el palacio de Valsaín y en la Real Casa del Bosque. Allí contrajo matrimonio en 1573 con Isabel Merino, aunque pronto enviudó y casó en segundas nupcias con una hermana de su colaborador Francesco de Viana, Camila, fallecida en 1581.
Con el título de pintor de su majestad se estableció en abril de 1575 en El Escorial, donde el padre Sigüenza, en su historia de la fundación del Monasterio de El Escorial, le atribuyó los frescos de la bóveda de la celda baja del prior, en los que desarrolló un completo repertorio de estucos y relieves fingidos con figuras de profetas y otros personajes veterotestamentarios y virtudes en grisalla, con el Juicio de Salomón en un recuadro central:

de allí [la cornisa] arriba toda la bóveda está, como dicen, de oro y azul; tiene una pintura al fresco y un grutesco excelente, con grande estudio labrado, obra de un Francisco de Urbino, italiano.

Desde 1575 y hasta pocos meses antes de su muerte aparece mencionado con regularidad en las relaciones de pagos mensuales de la fábrica de El Escorial, aunque no cabe determinar las tareas concretas que tuvo encomendadas a excepción de la decoración de la bóveda de la sacristía, de la que se encargó con Niccolò Granello y Francesco de Viana, en diciembre de 1581. También colaboró con Granello en las pinturas del coro de la iglesia, de las que se ha conservado un importante número de dibujos preparatorios, cercanos a los modos de hacer del Bergamasco. Aunque no mencionados en la documentación y atribuibles solo por la referencia del padre Sigüenza, los citados frescos de la bóveda de la sala baja del prior, su obra más destacada, se pueden datar con precisión también en 1581, al final de su carrera, por la inscripción en números romanos que figura en la base del trono de Salomón. Murió, siendo aún joven, cuando, según Sigüenza, «llevaba camino de ser de los muy valientes».